# Стшалково
Стшалково (нем. Stralkowo, в 1943–1945 годах онемеченный вариант нем. Stralkau; пол. Strzałkowo, укр. Стрілково, буквально — Стрелково) — деревня в Польше, входит в Великопольское воеводство, Слупецский повет, в одноимённой сельской гмине Стшалково. Население 9 407 жителей (по состоянию на 30.06.2011 г.).

## География
Населённый пункт расположен примерно в 4 км к западу от города Слупцы, центра одноимённого повета, и в 63 км к востоку от города Познани, столицы воеводства.

## История
Название Стшалково происходит от воина Стрелка, легендарного первопоселенца и родоначальника в данной местности.
В 1773 году населённый пункт оказался в составе королевства Пруссия. В 1781 году в деревне появились первые немецкие поселенцы.
В 1815 году по решению Венского конгресса Стшалково стало пограничной деревней (граница между Пруссией и Российской империей более 100 лет проходила ровно в 1 км к востоку от деревни). В 1839 году была учреждена первая школа, а в 1882 году была открыта станция железной дороги, которая связала населённый пункт с Познанью и другими крупными городами.
В 1901-1904 и 1906-1907 годах дети местной школы проводили протестные акции против германизации по ставшему широко известным примеру детей из соседнего города Вжесни.
В 1915-1918 годах в Стшалкове располагался немецкий лагерь для российских военнопленных.
С мая 1919 года до октября 1921 года бывший немецкий лагерь в Стшалкове использовался уже властями независимой Польши для содержания советских военнопленных, с марта по август 1920 года в лагере также содержались интернированные белогвардейцы (корпус генерала Н.Бредова), участники так называемого бредовского похода, с октября 1920 года до середины 1923 года — интернированные петлюровцы.

## См.также
- Стшалково (концентрационный лагерь)
- Кладбище военнопленных и интернированных под Стшалковом